# NGC 202
NGC 202 (również PGC 2394 lub UGC 421) – galaktyka spiralna (S0-a), znajdująca się w gwiazdozbiorze Ryb. Odkrył ją Édouard Jean-Marie Stephan 17 listopada 1876 roku.